# Adlet
Els Adlet (o Erqigdlet) són una raça de criatures de la mitologia inuït de Groenlàndia i les costes de Labrador i la Badia Hudson. Mentre que la paraula Adlet fa referència a les tribus americanes natives de l'interior, també denota una tribu amb les cames de gos i els cossos d'humans.
En les tradicions dels inuït, sovint apareixen en conflicte amb els humans; i en alguns casos com a caníbals o bevedors de sang.